# 清太祖大妃
清太祖大妃乌拉那拉氏（1590年—1626年10月1日），名阿巴亥（转写：Abahai），清太祖努尔哈赤的大福晋（《清史稿》称大妃），清太宗皇太極後母。她的父親满泰为乌拉部贝勒，故阿巴亥之母称為乌拉外姑。兄弟阿布泰有國舅之称。

## 早期生平
辛丑年（1601年）十一月，在叔叔布占泰的安排下，虚岁十二岁的阿巴亥嫁给建州之主努尔哈赤，成为他的妻子之一。当时，满洲贵族奉行一夫多妻多妾制。诸位妻子皆称福晋，亦无一夫一妻多妾制下严格的嫡庶之分。《清史稿》称在孟古哲哲福晋于1603年去世后，阿巴亥被立为大福晋。后世所编撰的《爱新觉罗宗谱·星源集庆》亦持这种观点。
萬曆三十三年 (1605年) 七月十五日，阿巴亥生努尔哈赤第十二子阿济格。萬曆四十年 (1612年) 十月二十五日，生第十四子多尔衮。萬曆四十二年 (1614年) 二月二十四日，生第十五子多铎。
天命元年（1616年），努尔哈赤称帝。《满文老档》中出现大福晋的称谓。阿巴亥當上大福晉後，曾背着努爾哈赤曾給總兵官巴都里的妻子一整疋精織青倭緞做朝衣，還給參將蒙噶圖之妻綢緞朝衣一件，施以小恩小惠籠絡人心。

## 廢位
根据《满文老档》的记載，努尔哈赤的小妻塔因查在天命五年（1620年）初，在汗宅近身閒散侍女秦太與一名納扎女人口角時，得知大褔晉的惡行；同年三月二十五日，檢舉大福晋与努尔哈赤次子大贝勒代善之间有暧昧关系。每當諸貝勒大臣於汗屋聚筵會議時，大福晉都以金珠妆身献媚於大贝勒。諸位貝勒大臣早已知道此事，想要奏報努爾哈赤以懲罰阿巴亥，惟因懼怕大貝勒和大福晉的權勢而不敢上奏。大福晉曾準備飯食送與大貝勒，大貝勒受而食之。大福晉又曾送飯食與時為四貝勒的皇太極，惟四貝勒受而未食。大福晉一日可以二、三次差遣奴才到大貝勒家，又數次在深夜出院去某處。努爾哈赤曾推測箇中緣由，即在他駕崩後，諸位年幼的兒子及大福晉會由大阿哥代善撫養，大福晉便傾心於代善。
努爾哈赤不欲加罪於大貝勒，便以大福晉竊藏很多金銀財物為由定其罪，派人到界藩山上的居室和大福晉母家抄查。大福晋恐怕努爾哈赤见到被查出的物品甚多會令她的罪名更重，故将她的財物分藏各处、分送各家。她命人将三包财物送至山上达尔汉侍卫居所。大福晋在大臣們調查完畢後，立即遣人去山上达尔汉侍卫居所取回她藏的财物。怎料差人误到达尔汉侍卫所住西屋。达尔汉侍卫得悉大福晉竟未經他的同意就私藏財物在他的家中，便帶著差人向努爾哈赤告發此事，努爾哈赤命人殺死收受财物之婢女。
不久之後，又有一位蒙古福晋告發阿济格阿哥家中的二个柜内藏有绸缎三百疋。大福晋常为此担忧，唯恐綢緞會遭火焚水。得知此事的大福晉只好坦承自己還在蒙古福晋处藏有东珠一捧。
努爾哈赤指責她奸诈虚伪，勾引他人，並且廢其大福晉之位，不再与她同居。相關部門整理大福晉的器皿時，又發現她私藏的衣物大多是她不應該擁有的物品，努爾哈赤命葉赫之納納昆福晉和烏雲珠阿巴蓋福晉看那些物品，告訢她們大福晉所犯之罪。有认为此次被废的大福晋即是阿巴亥，并非《清史稿》记载的在天命五年“得罪，死”的继福晋衮代。

## 復位
天命六年四月，努尔哈赤的众福晋由萨尔浒迁抵辽东城，又见大福晋的记载。她皮箱內的假髮等細小什物丟失，瀋陽城東伊巴雅屯民袁鳳鳴奏報該物已被一名漢人拾得，賞予白銀五兩。
天命九年（1624年）四月，努尔哈赤将此前处死的褚英遗留的儿子、其孙尼堪阿哥及他的财物交予阿巴亥照管。努尔哈赤对她不甚放心，故训诫一番，要她以“原本之礼恭养”尼堪阿哥之母，并妥善保管尼堪阿哥财物，不得“做为共同之财物挥霍之”。
阿巴亥的母親烏拉外姑及葉赫布爾杭古額駙之母與努爾哈赤為敵，對他造成煩惱，惟在天命十年（1625年），努尔哈赤曾宴请乌拉外姑及其他亲族，以尽孝悌，並且颇为礼遇。

## 殉葬和后事
天命十一年（1626年）八月，努尔哈赤在外身染重病，召大福晋阿巴亥来见，大福晋前来途中便得到努尔哈赤死讯。当时由四大贝勒（代善、阿敏、莽古尔泰和皇太极）主政，根据《满洲实录》的记载，诸亲贵以努尔哈赤遗言的名义令大福晋阿巴亥在次日（八月十二日）殉葬，享年三十七歲。庶福晋阿濟根、代因扎同殉。
後來，阿巴亥之子多爾袞成為清朝顺治帝的攝政王。顺治七年（1650年），封皇后行禮前，在太廟大院內和小院外門東側建一席棚為衙署，內支黃緞涼棚，擺放黃案香爐燈盞香燭等物；七月二十五日，遣固山額真譚泰往天壇，尚書阿哈尼堪往地壇，固山額真尚書覺羅郎球往太廟，尚書覺羅巴哈納往社稷壇告祭，上谥号孝烈恭敏献哲仁和赞天俪圣武皇后，惟順治帝非常討厭多爾袞。
因此，順治帝在順治十年將多爾袞為他冊立的皇后博爾濟吉特氏降為靜妃。此前更將多爾袞及其母阿巴亥逐出太廟，並褫奪阿巴亥的一切尊號如同廢后。值得一提的是顺治八年二月的诏书原文中有一句：「（多爾袞）又亲到皇宫院内，以为太宗文皇帝之位原係夺立，以挟制皇上侍臣。」《东华录》和乾隆本清实录刪除了以上影射多爾袞和諸位后宫之間的關係的句子。

## 影视形象
| 年份 | 影视剧名称     | 演员     |
| ---- | -------------- | -------- |
| 1986 | 努尔哈赤       | 傅艺伟   |
| 1987 | 滿清十三皇朝   | 黎燕珊   |
| 1989 | 庄妃轶事       | 蔡隐珠   |
| 1992 | 一代皇后大玉兒 | 孔兰薰   |
| 2003 | 孝庄秘史       | 斯琴高娃 |
| 2005 | 太祖秘史       | 程莉莎   |
| 2005 | 明末风云       | 周跃芳   |
| 2005 | 大清风云       | 陶慧敏   |
| 2015 | 大玉儿传奇     | 惠英紅   |
| 2017 | 独步天下       | 陈欣予   |
| 2020 | 长安诺         | 王琳     |

## 延伸阅读
[在维基数据编辑]
 《清史稿/卷214》，出自趙爾巽《清史稿》